# نوواني

Prokaryote cell (right) showing the nucleoid in comparison to a eukaryotic cell (left) showing the nucleus.

الكروموسوم البكتيري (بالإنجليزية: nucleoid)‏ يتواجد حراً في خلايا بدائيات النواة كالبكتيريا ،يتكون من دنا(DNA) بنسبة 60% ونسبة قليلة من الرنا(RNA) والبروتين ويمكن إعادة فرده باستخدام معاملات تعمل على الرنا والبروتين. وحتى الآن لم يتم التعرف على البروتينات المسؤولة عن تكثيف الدنا البكتيري داخل الخلية البكتيرية. بالإضافة إلى الجينوم الأساسي للبكتريا تتواجد عناصر صبغية زائدة كالبلازميد.